# 罗斯康芒
罗斯康芒（英语：Roscommon；爱尔兰语：Ros Comáin），是爱尔兰罗斯康芒郡的一个城镇，位于该郡中部。总人口5,017（2006年）。该城镇为罗斯康芒郡郡治。